# カナレット
カナレット（伊: Canaletto）、本名はジョヴァンニ・アントーニオ・カナール（Giovanni Antonio Canal, 1697年10月7日 - 1768年4月19日）はヴェネツィア共和国の景観画家、版画家である。ヴェドゥータ（都市景観画）を得意とした。
父親であるベルナルド・カナールも画家であったことから区別するために「小カナル」（カナレット）と呼ばれるようになった。甥のベルナルド・ベッロットも風景画家である。

## 経歴
1697年、ヴェネチアで画家であり劇場舞台背景絵画製作者のベルナルド・カナールの子として生まれ、父親のもとで見習いとして努めた 。1719年ごろまではローマで父親と共に劇場舞台背景絵画制作に携わっていたが、1720年までにはヴェネチアに帰ってきている。
1726年以前から英国人の顧客をもっていて、特に大商人でヴェネチアにおける英国商人の代表でもあったジョゼフ・スミス（Joseph Smith）をパトロンとした。スミスはカナレットの作品を外の英国人へ売る画商でもあった。1746年～1756年の間、英国に滞在して作品を制作していた。1749年～1752年の間、ロンドンのソーホー地区カーナビー街界隈（41 Beak Street）に居住滞在していた。そのため、ロンドンその他、ウォリック城、アニック城などを含めた風景作品も多い
。

カナレットは1768年に没したが、晩年も健勝で視力が確かであったらしく『サン・マルコの聖歌隊』という素描絵には、
『我 ズアネ・アントニオ・ダ・カナル、ヴェネツィアにてサン・マルコ・ドゥカーレ教会の聖歌隊をメガネ無しで描く 68歳 1766』(Io Zuane Antonio da Canal, Ho fatto il presente disegnio, delli Musici che canta nella Chiesa Ducal di S. Marco in Venezia in ettà de anni 68 Senza Ochiali, l’anno 1766.) 
との自筆がある。

## 作風
生地ヴェネツィアをパノラマ風に描き、光や大気の効果を巧みに表現した。カナレットは写真のような絵を数多く残した。カメラ・オブスクーラを使って下書きをしていたという説があるが、最近否定する意見もある。カナレットの使っていたカメラ・オブスクーラは、ヴェネツィア・コレール美術館に保存されている。
カナレットの作品の最大の収集は英国王室であるが、これは主に先述のジョゼフ・スミスのコレクションを1762年にジョージ3世が購入したものであり、絵画50点、素描140点以上である。
ヴェネツィアは20世紀以降水位上昇や地盤沈下で水没の危機にさらされているが、カナレットをはじめとするヴェネツィア画家たちのリアルな風景画から当時の藻の繁殖状態がわかるため、水没を食い止めるための手がかりをつかめる。

## ギャラリー

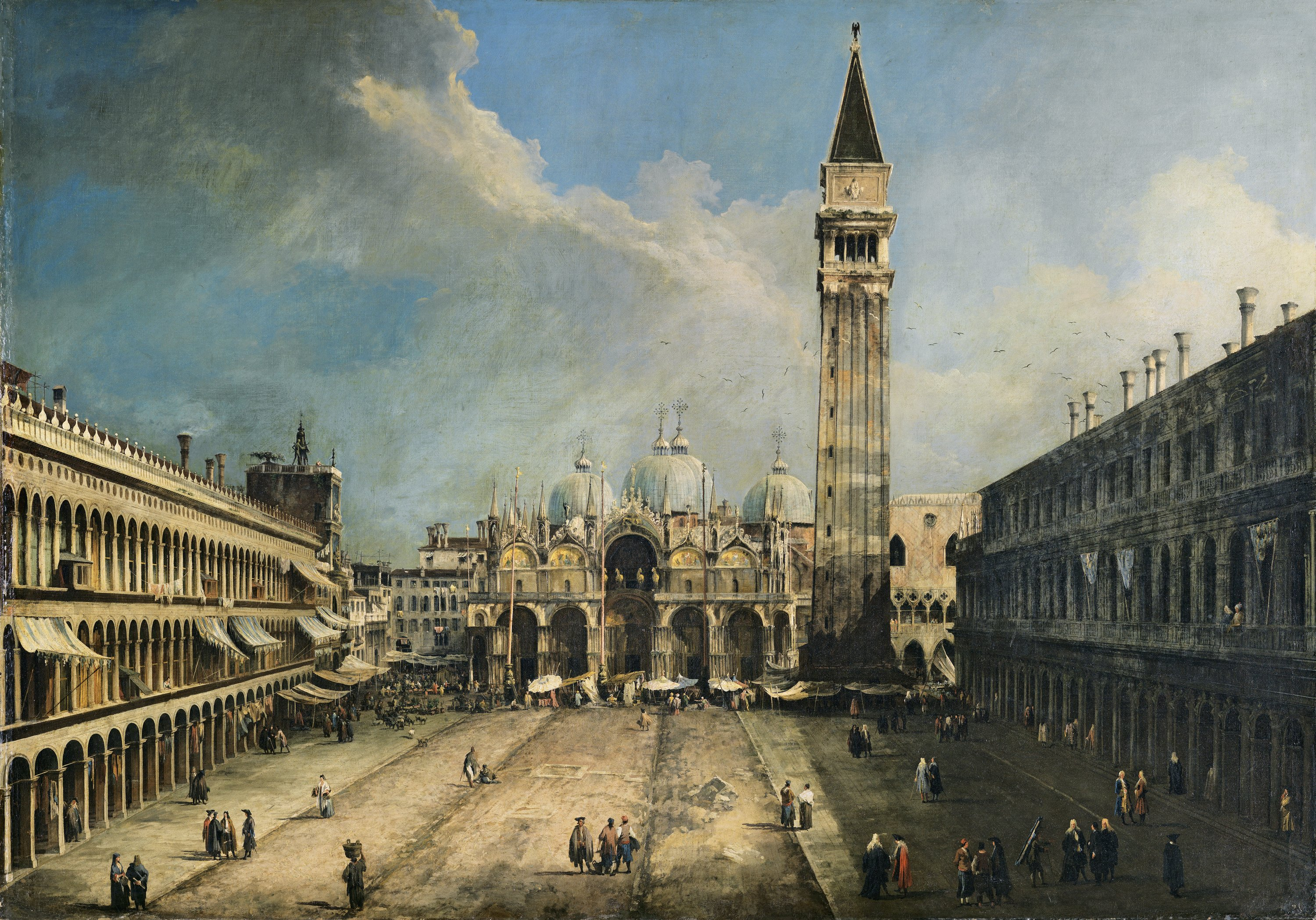
Piazza San Marco (c 1723, スペインマドリード, ティッセン＝ボルネミッサ美術館)
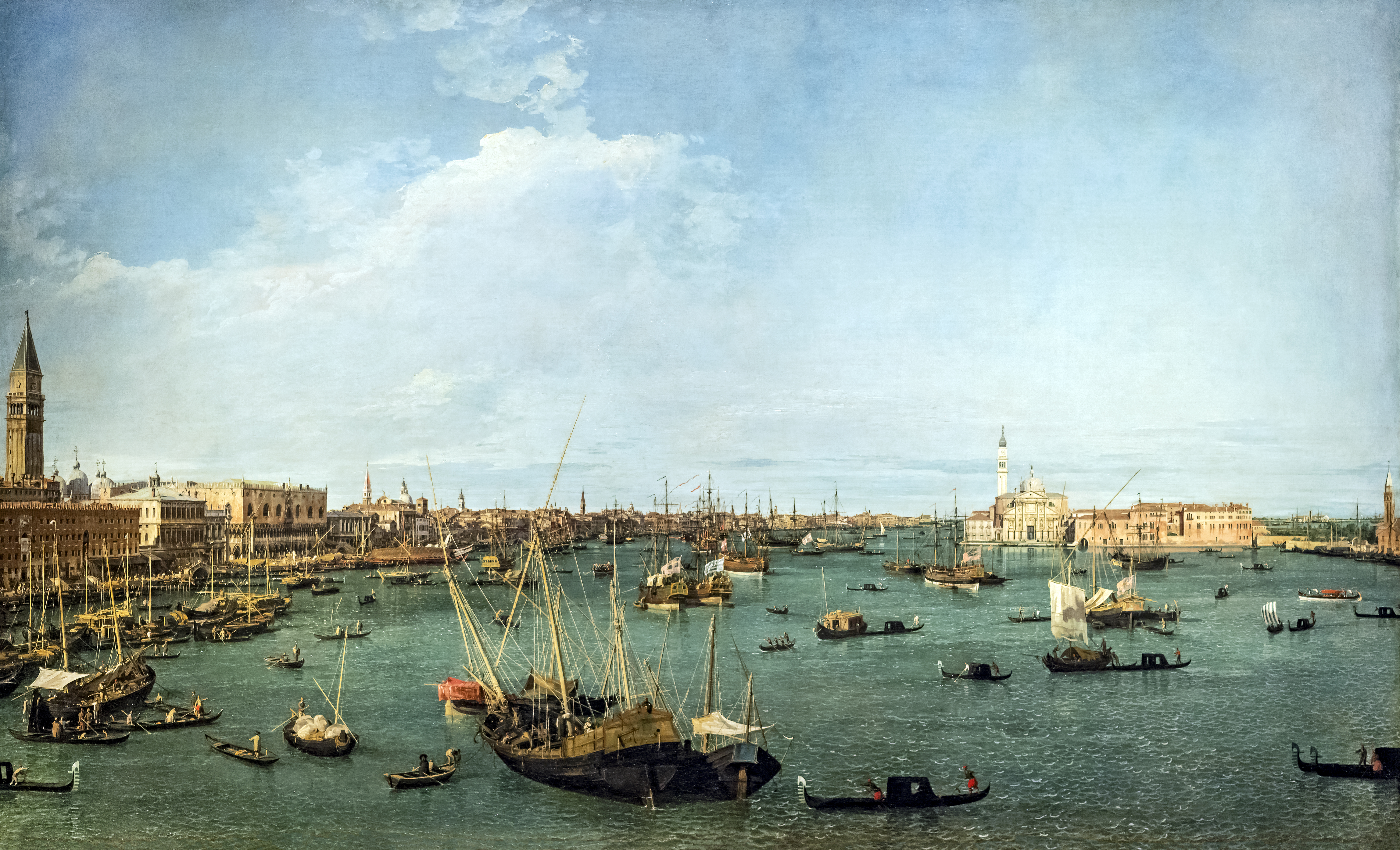
Il Bacino di San Marco verso est (c 1730, 米国ボストン, ボストン美術館)
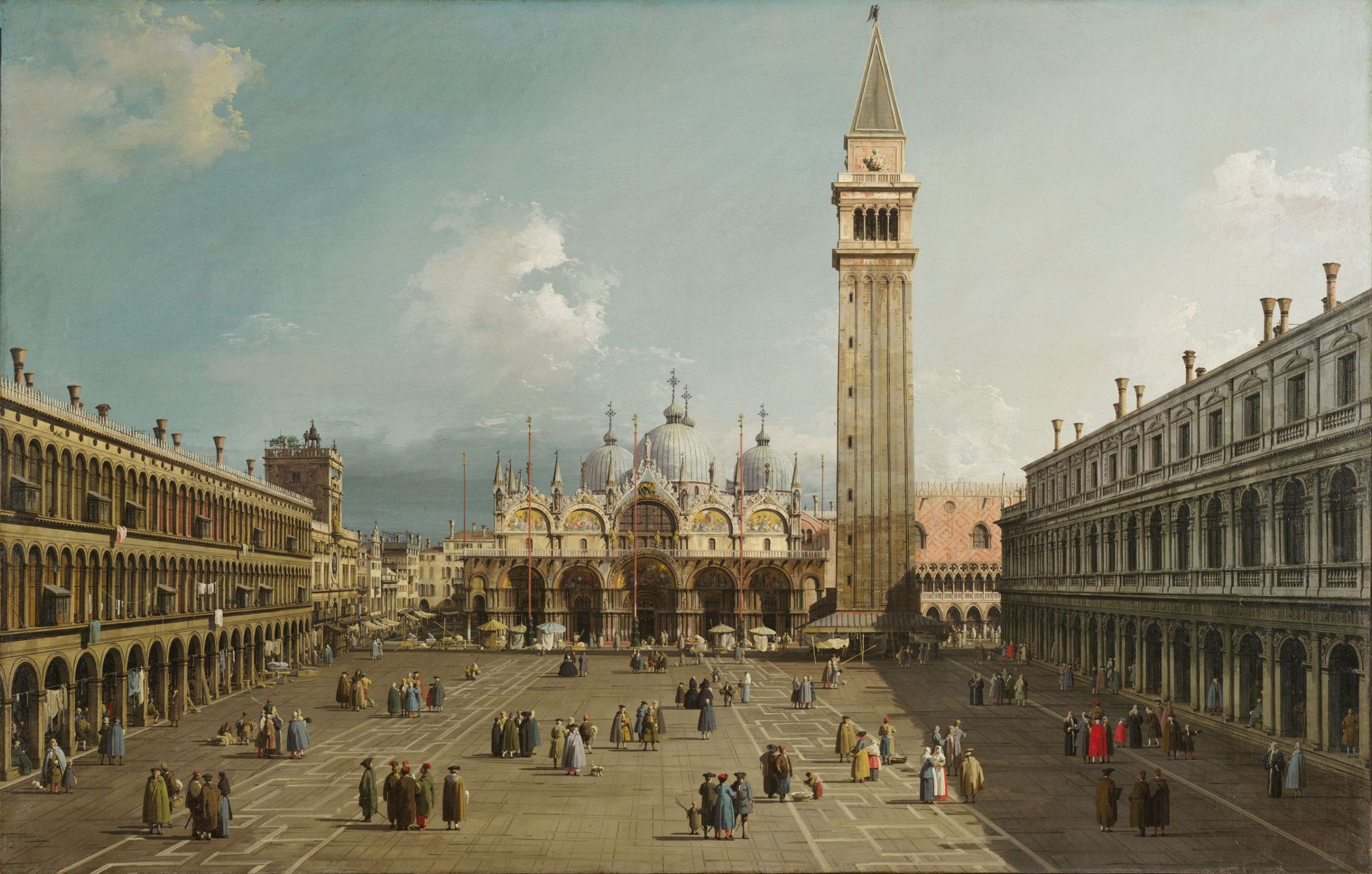
Piazza San Marco verso la Basilica (c 1735, 米国マサチューセッツ州ケンブリッジ, フォッグ美術館)
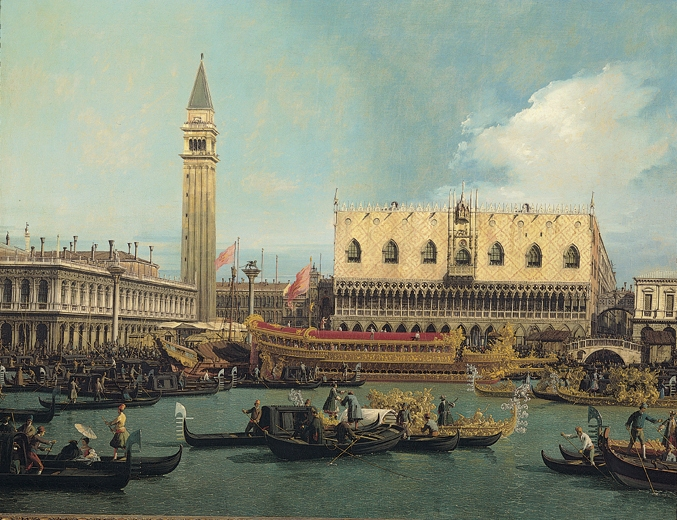
Il Bucintoro al Molo il giorno dell'Ascensione (c 1740, イタリアトリノ, Pinacoteca Giovanni e Marella Agnelli)
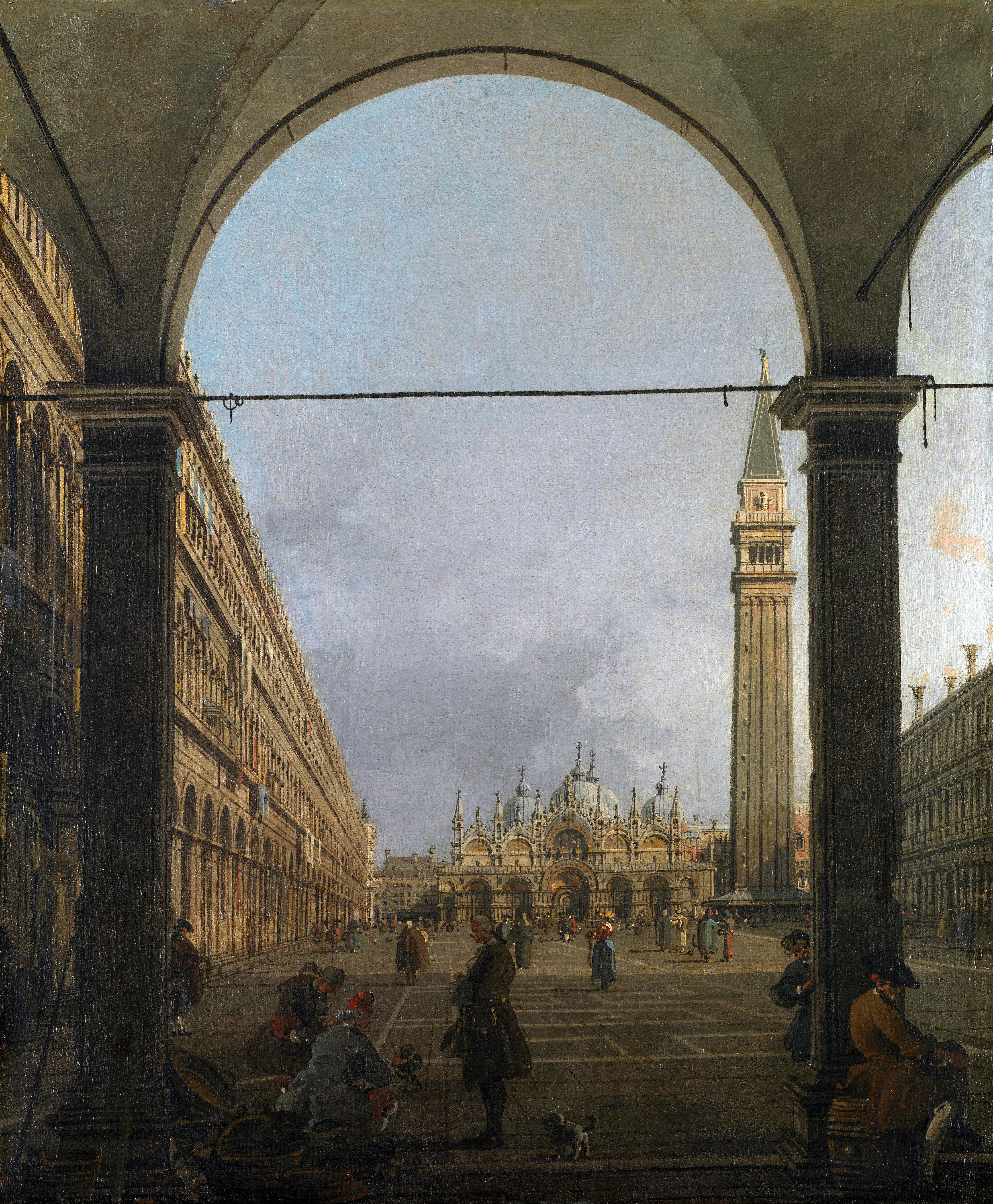
Piazza San Marco verso est dall'angolo di nord-ovest (c 1760, イギリスロンドン, ナショナル・ギャラリー)